# Phylloicus pulchrus
Phylloicus pulchrus är en nattsländeart som beskrevs av Oliver S. Flint Jr. 1964. Phylloicus pulchrus ingår i släktet Phylloicus och familjen Calamoceratidae. Inga underarter finns listade i Catalogue of Life.